# Боніфачо де Пітаті
Боніфачо де Пітаті або Боніфачо Веронезе (італ. Bonifacio Veronese) — венеційський художник XVI століття.

## Життєпис

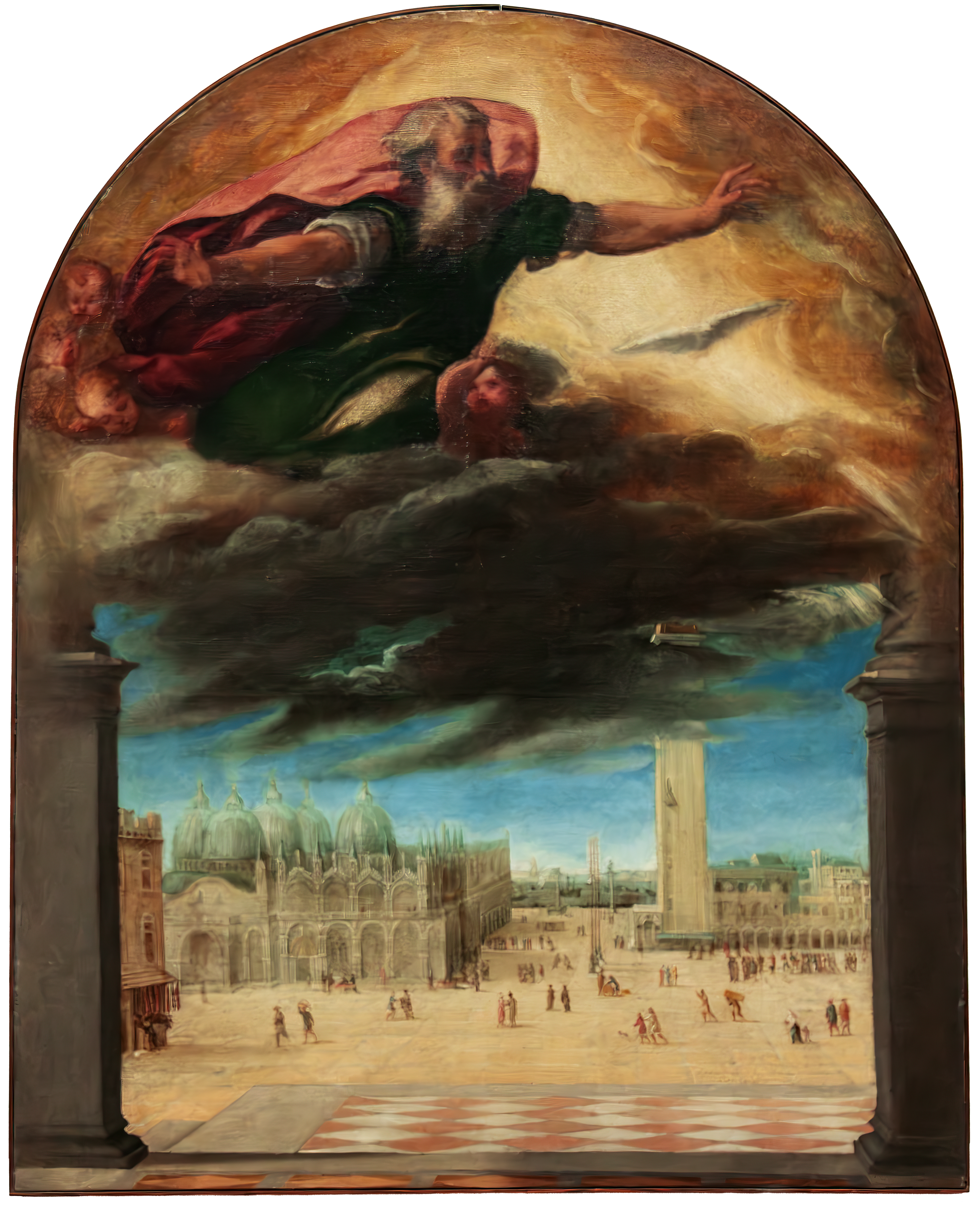
Боніфачо де Пітаті. «Бог-отець над Венецією».

Боніфачо де Пітаті не був венеційцем, а походив з міста Верона. Родина де Пітаті разом з сином перебралася до Венеції після 1505 року. Саме тут Боніфачо навчався живопису. Можливо, навчався в художника Пальма Старшого. Малював релігійні образи та портрети.
Творчість де Пітаті наче була розділена на дві гілки. Одна — це типові для венеційської школи зображення мадонни зі святими, так звані «Святі бесіди». Але іноді він ніби звільнявся від типових зображень та звичних рецептів створення композицій і робив дещо незвичне навіть для самого себе. Так, він зобразив політ Бога-отця над площею Сан Марко в Венеції в неканонічній композиції «Благовіщення» у верхньому полотні композиції-триптиха. Глядач може роздивитися в міському пейзажі й собор Святого Марка, й величну дзвіницю, й кольоровий брук площі, й вітрильники вдалині. Композиція таким чином розбита на небесну та земну частини. Саме так будуватиме більшість своїх композицій і утаємничений та побожний Ель Греко, що мешкав і навчався в Венеції. Боніфачо де Пітаті — майстер перехідного етапу від відродження до маньєризму, напрямку, котрий довго співіснував з пізнім венеційським відродженням.
Він виборов неабиякий авторитет у Венеції, де мав велику майстерню й брав учнів. Учнями Боніфачо де Пітаті були примітні венеційські художники, серед яких:
- Якопо Бассано,
- Антоніо Пальма,
- Андреа Мелдолла,
- Тінторетто.

Помер у Венеції.

## Вибрані твори
- «Знайдення немовля Мойсея»

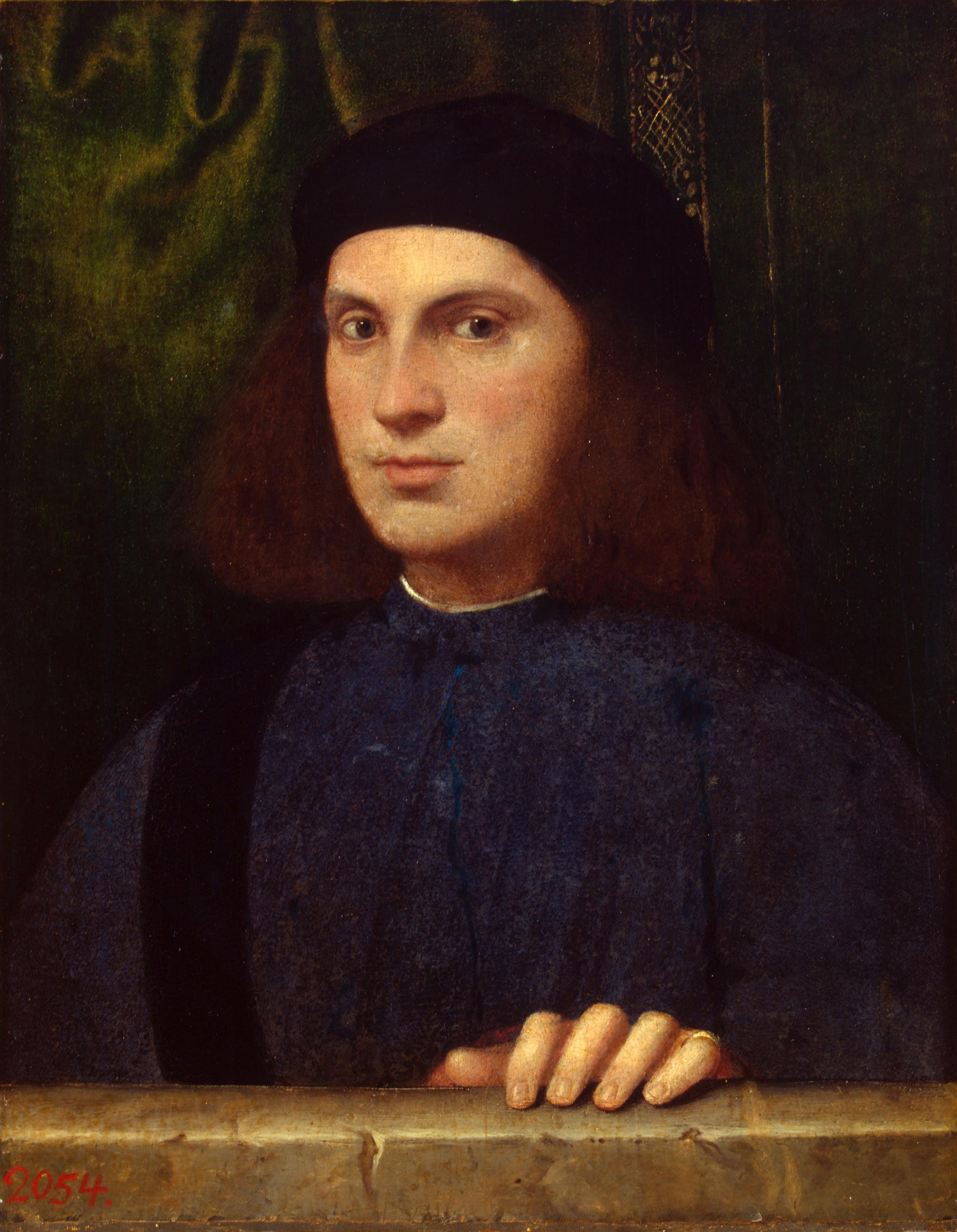
«Портрет молодика», Ермітаж, Санкт-Петербург

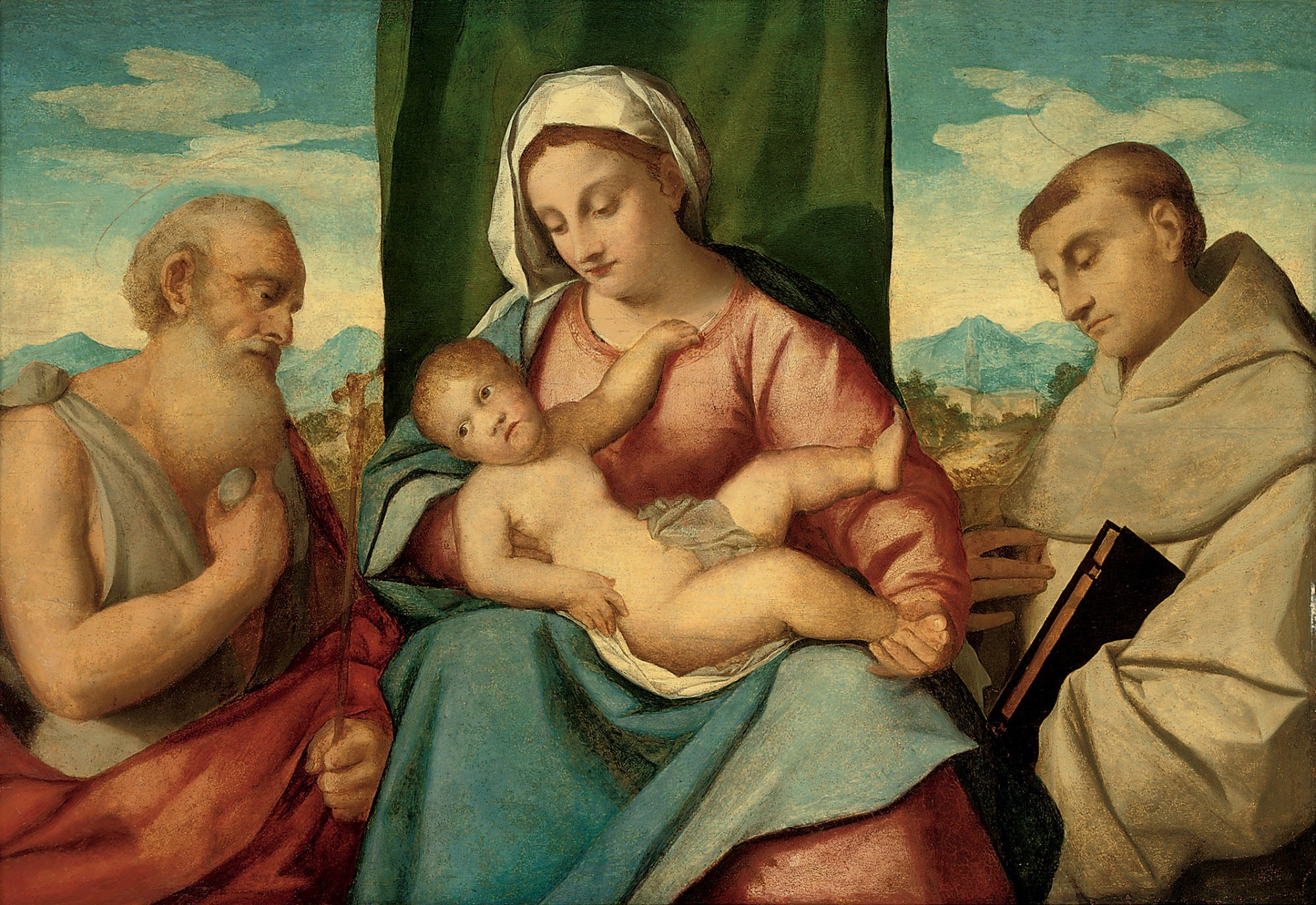
«Мадонн з немовлям, Св. Єронімом та Св. Франциском Асізьким»

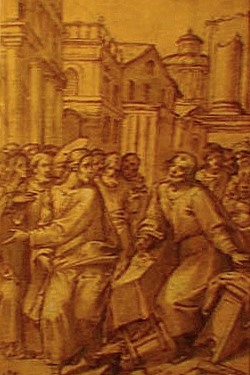
«Вигнання торговців з храму», малюнок.

- «Відпочинок Св. Родини на шляху до Єгипту», Палаццо Пітті
- «Св. Родина», Галерея Палаццо Колонна
- «Архангел Михаїл»
- «Містичні заручини св. Катерини»
- «Мадонна з немовлям і святими», Музей мистецтва Метрополітен
- « Свята бесіда», Лувр, Париж
- «Повернення блудного сина», галерея Боргезе, Рим
- «Христос в домі Симона Фарисея»
- «Христос воскрешає померлого Лазаря»
- «Поклоніння волхвів»
- « Благовіщення» (тричастинна композиція), Галерея Академії (Венеція)
- «Св. Родина з Марією Магдалиною, Св. Франциском і Св. Доротою», Музей мистецтв округу Лос-Анжелес
- «Мадонна з немовлям і святими», Національна галерея (Лондон)
- «Христос і грішниця», Національний музей, Варшава
- «Поклоніння пастухів», Ермітаж, Санкт-Петербург
- «Портрет молодика», Ермітаж, Санкт-Петербург
- «Багатій і бідний Лазар де Пітаті», Галерея Академії (Венеція)

## Галерея

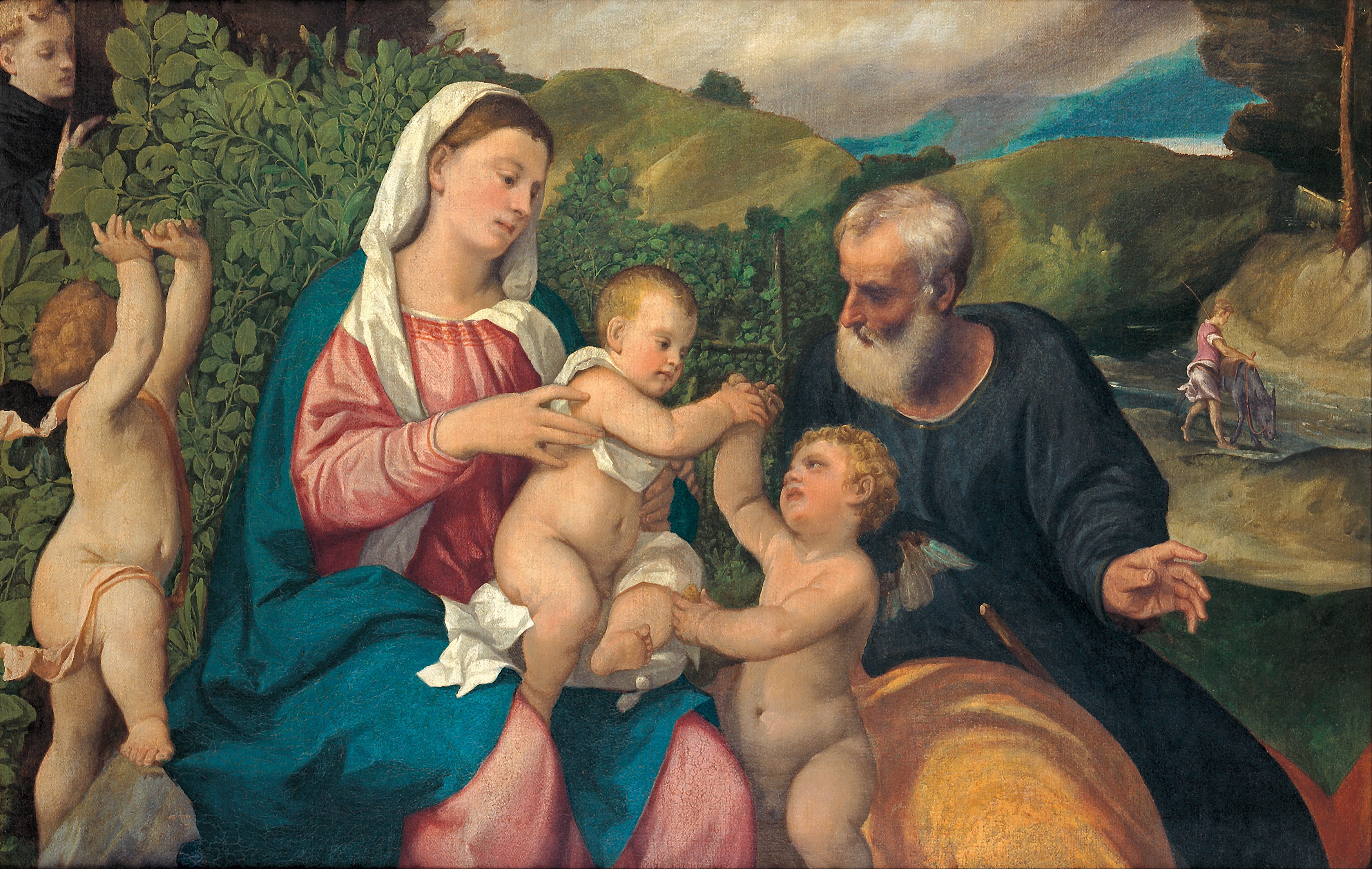
«Відпочинок на шляху до Єгипту», кінець 1520-х рр., Художня галерея Південної Австралії
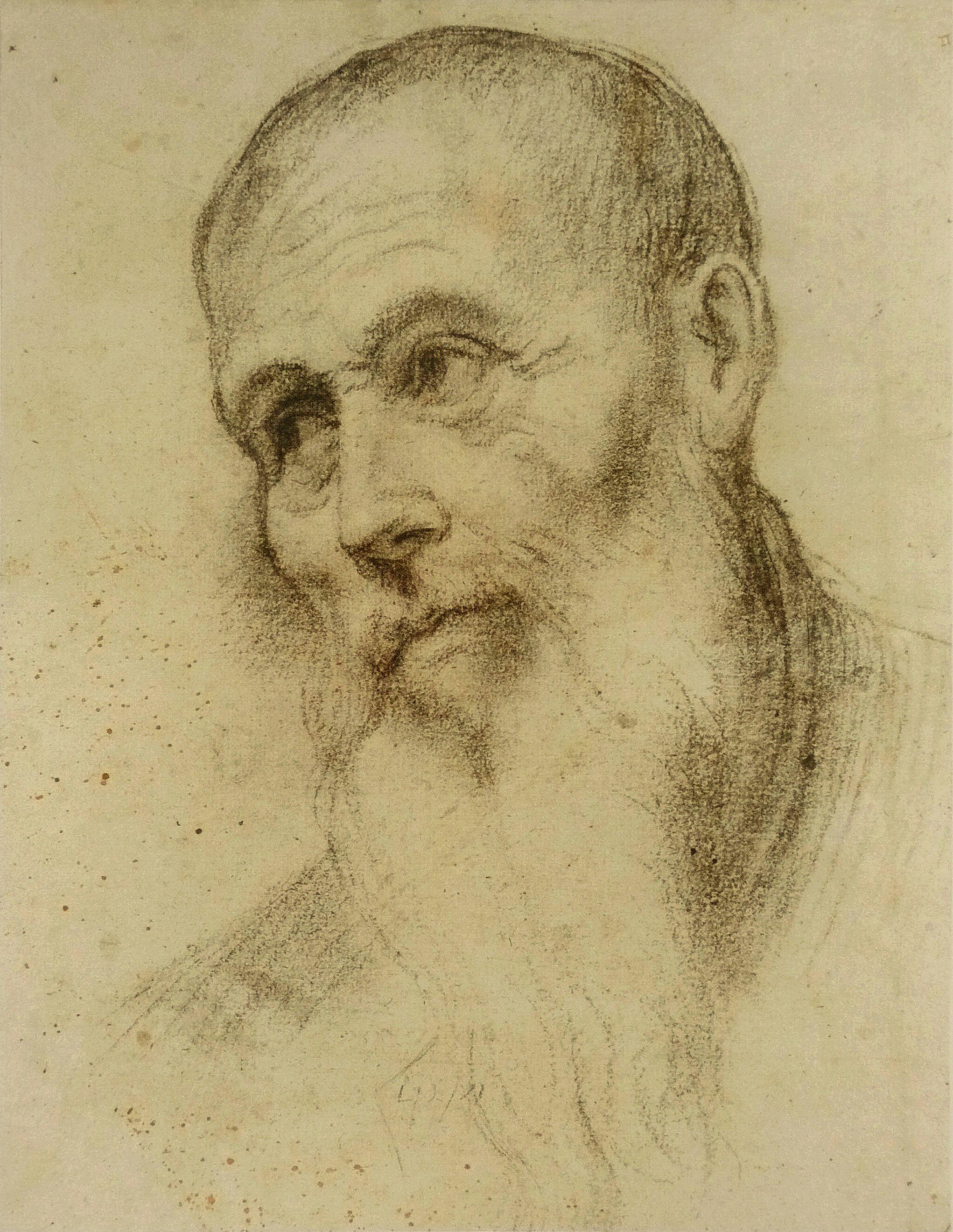
Штудія голови старого. Малюнок роботи де Пітаті.
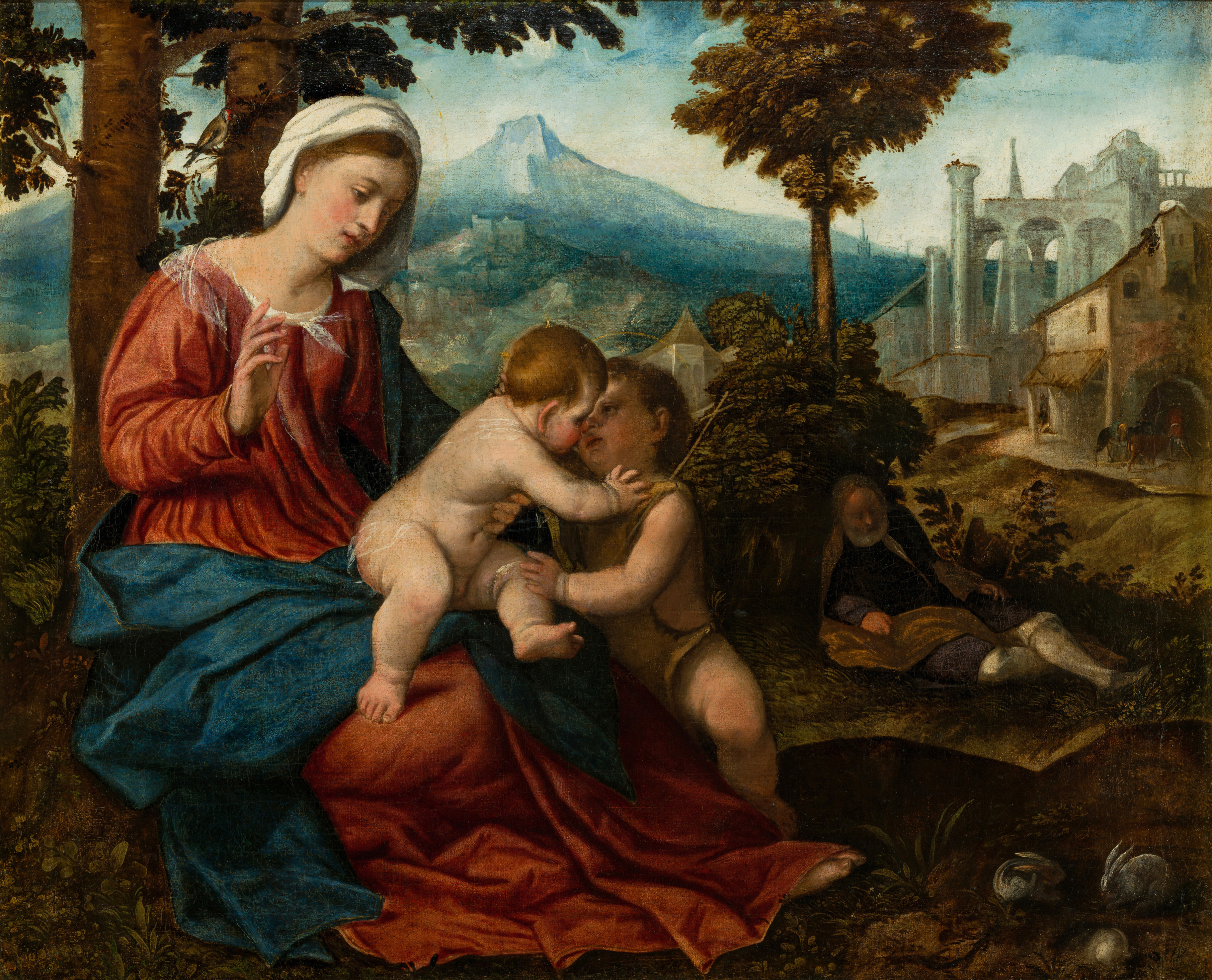
«Св. Родина з Іваном Хрестителем малюком»
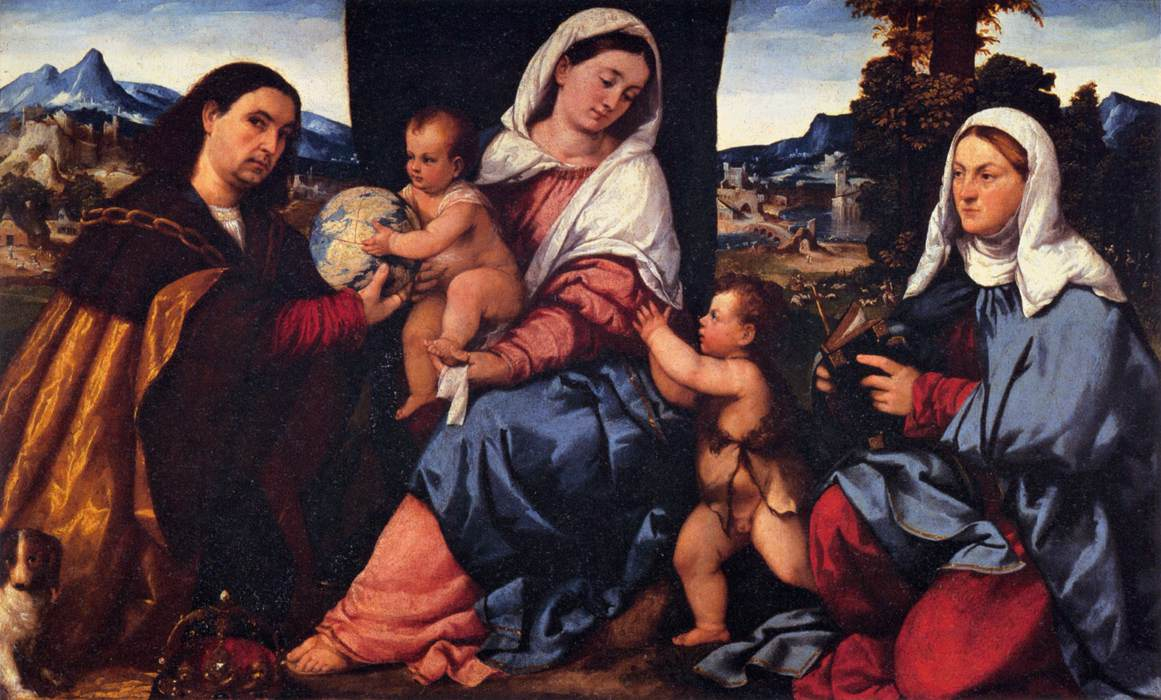
«Свята бесіда», Палаццо Пітті, Флоренція
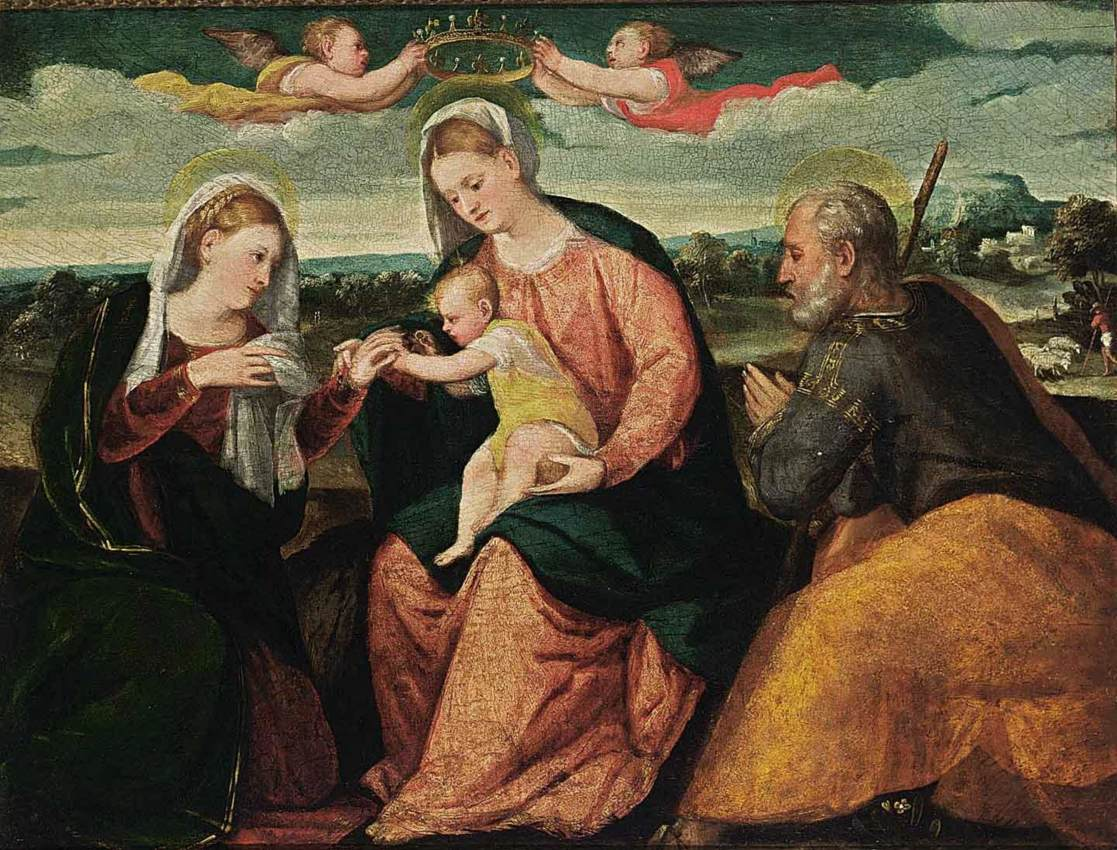
«Містичні заручини Св. Катерини»
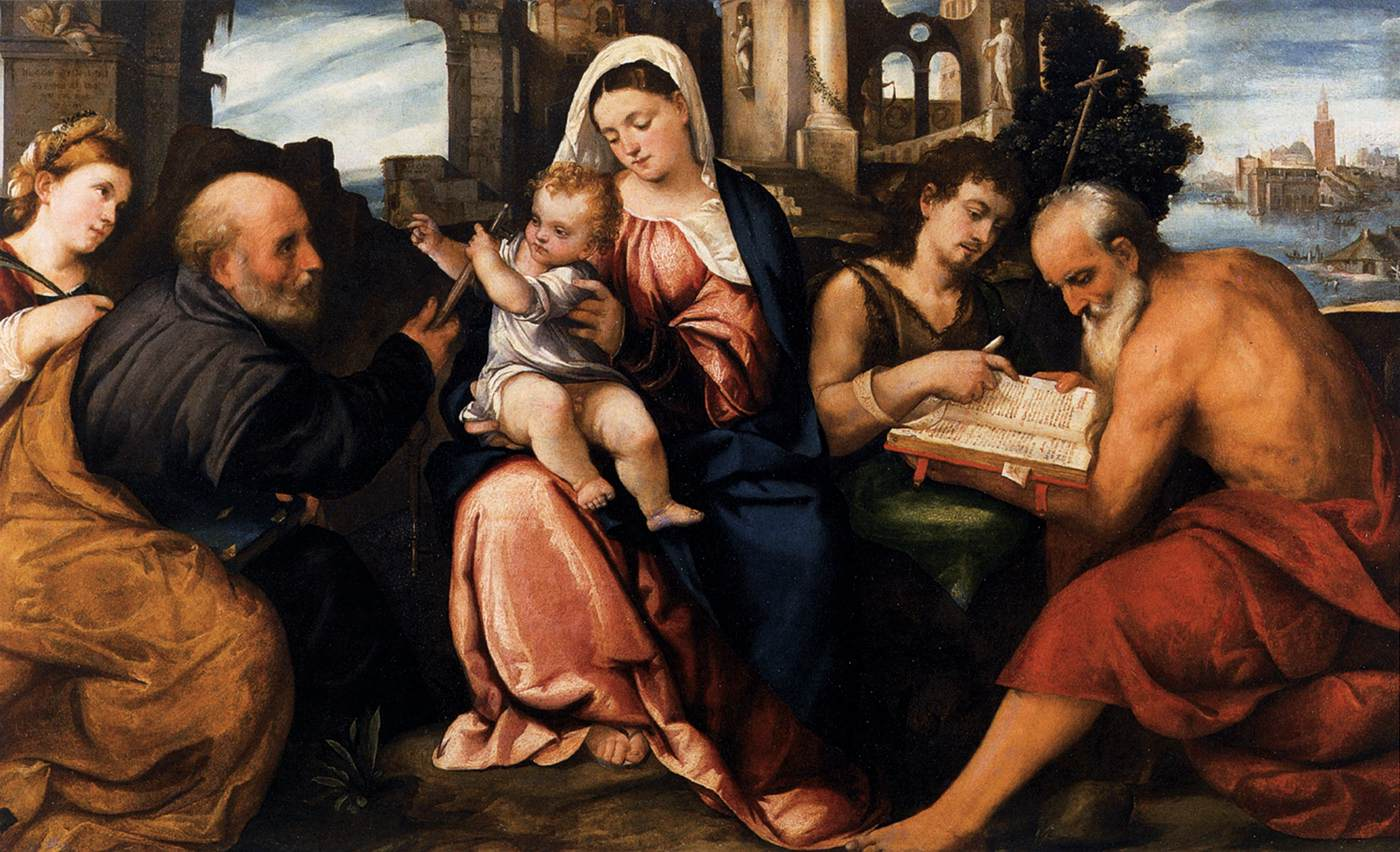
«Мадонна з немовлям і чотирма святими», Ка'Реццоніко, Венеція.